# Püski, Győr-Moson-Sopron
Püski  este un sat în districtul Mosonmagyaróvár, județul Győr-Moson-Sopron, Ungaria, având o populație de 639 de locuitori (2011). 

## Demografie
Componența etnică a satului Püski
     Maghiari (96,98%)
     Germani (2,54%)
     Români (0,48%)
Componența confesională a satului Püski
     Romano-catolici (72,14%)
     Fără religie (10,64%)
     Reformați (1,72%)
     Necunoscută (14,71%)
     Luterani (0,78%)
Conform recensământului din 2011, satul Püski avea 639 de locuitori. Din punct de vedere etnic, majoritatea locuitorilor (96,98%) erau maghiari, cu o minoritate de germani (2,54%).  Din punct de vedere confesional, majoritatea locuitorilor (72,14%) erau romano-catolici, existând și minorități de persoane fără religie (10,64%) și reformați (1,72%). Pentru 14,71% din locuitori nu este cunoscută apartenența confesională.